# Rhodostrophia chlorotica
Rhodostrophia chlorotica är en fjärilsart som beskrevs av Edward P. Wiltshire 1967. Rhodostrophia chlorotica ingår i släktet Rhodostrophia och familjen mätare. Inga underarter finns listade.